# 8348 Bhattacharyya
8348 Bhattacharyya este o planetă minoră (asteroid), cu un diametru de 8,283 km, din centura de asteroizi. A fost descoperită pe 26 ianuarie 1988 la Vainu Bappu Observatory⁠(d) de Rajgopalan Rajamohan⁠(d) și a fost numită după J. C. Bhattacharyya⁠(d). 
Obiectul prezintă o orbită caracterizată de o semiaxă mare de 1,8694963 UAi, o excentricitate de 0,07, o înclinație de 19,00055 ° în raport cu ecliptica.